# Ina Wroldsen
Ina Christine Wroldsen, född 29 maj 1984 i Sandefjord, är en norsk singer-songwriter. Hon var också en del av elektropopduon Ask Embla med den svensk-isländske producenten och låtskrivaren Arnþór Birgisson. Ina Wroldsens sånger har använts av bland annat The Saturdays, Shakira, Jess Glynne, Clean Bandit, Rag 'n' Bone Man, James Arthur, Britney Spears, Tinie Tempah, Tone Damli, Little Mix, The Pussycat Dolls, Shontelle, Sanna Nielsen, Leona Lewis och One Direction.
Ina Wroldsen vann Spellemannprisen 2018 i kategorin "Årets Låtskriver" för EP:n Hex.
Wroldsen är bosatt i London.

## Diskografi
EP
- 2018 – Hex

Singlar som Ina
- 2004 – "Suddenly"

Singlar som Ina Wroldsen
- 2014 – "Aliens (Her er jeg)"
- 2015 – "Rebels"
- 2016 – "Lay It on Me" (med Broiler)
- 2016 – "Mary's Story"
- 2016 – "St. Peter"
- 2017 – "Strongest"
- 2018 – "Sea"

Singlar som bidragande artist
- 2016 – "We Stand Up" (Kat Krazy med Ina Wroldsen)
- 2016 – "Places" (Martin Solveig med Ina Wroldsen)
- 2017 – "Breathe" (Jax Jones med Ina Wroldsen)